# Minmi (del av en befolkad plats i Australien)
Minmi är en del av en befolkad plats i Australien. Den ligger i kommunen Newcastle och delstaten New South Wales, i den sydöstra delen av landet, omkring 120 kilometer norr om delstatshuvudstaden Sydney. Antalet invånare är 732.
Runt Minmi är det tätbefolkat, med 356 invånare per kvadratkilometer.. Närmaste större samhälle är Newcastle, omkring 15 kilometer sydost om Minmi. 
Runt Minmi är det i huvudsak tätbebyggt. Genomsnittlig årsnederbörd är 1 277 millimeter. Den regnigaste månaden är februari, med i genomsnitt 223 mm nederbörd, och den torraste är juli, med 46 mm nederbörd.